# Alexander von Monts

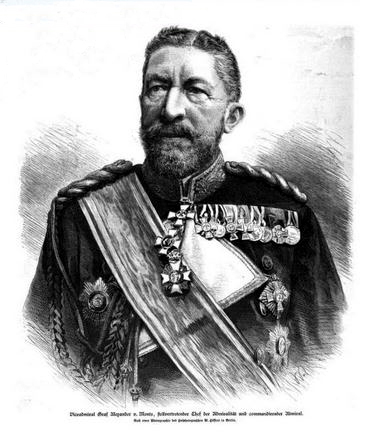
Alexander von Monts

Carl Ludwig Alexander Graf von Monts de Mazin (* 9. August 1832 in Berlin; † 19. Januar 1889 ebenda) war ein deutscher Vizeadmiral.

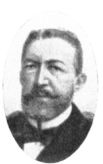
Alexander Graf von Monts de Mazin

## Leben

### Herkunft
Er war der Sohn des späteren preußischen Generalleutnants Karl von Monts (1793–1870) und dessen Ehefrau Karoline Luise Wilhelmine Antoinette, geborene von Byern (1802–1860).

### Militärkarriere
Monts trat am 29. November 1849 als Kadett II. Klasse in die Preußische Marine ein und wurde am 27. November 1856 Leutnant zur See II. Klasse. Nachdem er 1864 zum Kapitänleutnant befördert worden war, diente er drei Jahre als Adjutant beim damaligen Oberkommando der Marine. Ab 1868 war Monts Korvettenkapitän und Mitglied der Sektion für Marine- und Küstenangelegenheiten.
Bereits während des Deutsch-Französischen Krieges 1870/71 war er mit der Oberleitung der Hafensperre beauftragt und wurde anschließend Inspekteur des Torpedowesens und Kommandant des Artillerieschulschiffs Renown. 1874 wurde Monts zum Kapitän zur See befördert.
Zwischen 1875 und 1877 unternahm Monts eine Reise um die Welt als Kommandant der Vineta und befehligte anschließend die Panzerfregatte Großer Kurfürst, als diese 1878 unterging. 1881 wurde Monts Konteradmiral und ab 1883 hatte er den Posten des Chefs der Marinestation der Nordsee in Wilhelmshaven inne. Am 24. September 1884 wurde er Vizeadmiral. Kaiser Wilhelm II. berief ihn im Juli 1888 zum Kommandierenden Admiral zur Stellvertretung des Chefs der Admiralität.

### Familie
Er heiratete am 16. Mai 1863 Clara von Ingersleben (* 13. September 1839; † 18. Mai 1902), eine Tochter des Geheimrats Ludwig Karl Friedrich von Ingersleben und der Sophie von Loga. Sie war Enkelin des Generalmajors Kasimir von Ingersleben. Das Paar hatte mehrere Kinder:
- Alexander (1864–1893)
- Karl Ludwig Eberhard (* 12. März 1866)
- Erich (* 31. Juli 1869)

Der älteste Sohn Alexander, Leutnant zur See, wurde 1890 auf dem Schießplatz in Kummersdorf bei der Explosion einer Granate schwer verletzt. 1893 kam er in Kamerun bei der Niederschlagung des Dahomey-Aufstands ums Leben und wurde vor Ort bestattet.

### Tod und Grabstätte
Alexander von Monts starb 1889 im Alter von 56 Jahren in Berlin und wurde auf dem Alten St.-Matthäus-Kirchhof in Schöneberg beigesetzt. Im Zuge der von den Nationalsozialisten 1938/1939 durchgeführten Einebnungen auf dem Friedhof wurden seine sterblichen Überreste in ein Sammelgrab auf dem Südwestkirchhof Stahnsdorf bei Berlin umgebettet.

## Ehrungen
In Wilhelmshaven wurde die Montsstraße am Theaterplatz nach ihm benannt.